# Geschiedenis van Zambia
De geschiedenis van Zambia omvat de ontwikkelingen op het grondgebied van de huidige staat Zambia vanaf de prehistorie tot de moderne tijd. 

## Vroege geschiedenis
Er zijn bewijzen gevonden dat Zambia reeds 300.000 jaar geleden werd bewoond door vroege mensen. 

## Koloniale periode
In de 18e en 19e eeuw floreerde er een slavenhandel in Zambia. Deze slavenhandel bezorgde de bevolking veel leed. In 1895 werd Zambia 'eigendom' van de British South Africa Company (BSA). In 1924 werd Zambia een Britse kroonkolonie onder de naam Noord-Rhodesië. De Britten introduceerden het systeem van indirect rule (indirect bestuur), dat betekende dat de Britten via de traditionele stamhoofden hun gezag uitoefenden. Toch kregen vooral de blanken het voor het zeggen.

## Onafhankelijkheid

### Centraal-Arikaanse Federatie
Zwarte nationalen richtten het Zambian African National Congress (ZANC) op, om het nationaal bewustzijn te versterken. In 1953 werd Kenneth David Kaunda secretaris-generaal van het ZANC. In datzelfde jaar werden Noord-Rhodesië (het huidige Zambia), Zuid-Rhodesië (het huidige Zimbabwe) en Nyasaland (het huidige Malawi) tot één federatie samengevoegd. Deze Centraal-Afrikaanse Federatie (die onder Britse protectie fungeerde) werd fel bestreden door Kenneth Kaunda. Hij vond echter dat zijn ZANC een te afwachtende houding aannam. In 1957 stapte Kaunda uit het ZANC en richtte United National Independence Party (UNIP; Verenigde Nationale Onafhankelijkheidspartij) op, waarvan Kaunda de voorzitter werd. Harry Nkumbula volgde Kaunda als secretaris-generaal van het ZANC op.

### Stichting van de staat Zambia
De Centraal-Afrikaanse Federatie werd op 31 december 1963 opgeheven en een dag later (op 1 januari 1964 dus) werd Kaunda minister-president van Noord-Rhodesië. Op 24 oktober 1964 verklaarde Noord-Rhodesië zich onder de naam Zambia onafhankelijk met Kaunda als president en (tot 1970) tevens minister van Defensie. De regering verzette zich fel tegen de eenzijdige onafhankelijkheidsverklaring van het buurland Zuid-Rhodesië door de blanke minderheid onder leiding van Ian Smith.

### Onder Kenneth Kaunda
In oktober 1970 zette Kaunda vicepresident Simon Kapepwe af en liet hem enige tijd gevangenzetten. Toen Kapepwe in 1972 een eigen partij oprichtte, voerde de president een eenpartijstelsel in. Het ZANC van Nkumbula en tal van kleinere partijtjes fuseerden met de UNIP. De UNIP werd daarna de enige toegestane partij.
President Kaunda voerde sindsdien een beleid van Zambiaans humanisme. Het Zambiaans humanisme greep terug op de Zambiaanse tradities, maar ook een vorm van socialisme werd geïntroduceerd. Daarnaast drukte het christendom zijn stempel op het Zambiaans humanisme. Tussen 1968 en 1991 werden er staatsbedrijven opgericht, daarnaast bleef echter ook de privésector bestaan.
Kaunda werd in de westerse wereld een gevierd en gezien staatsman. Zijn politiek van non-raciale, geweldloze verzoening en democratie, kende een grote populariteit. De president steunde bovendien de Afrikaanse meerderheidsbewegingen in Zuidelijk-Afrika (Zuid-Afrika, Mozambique en Zimbabwe). In de jaren tachtig verslechterde de economie en ontstond er serieuze oppositie tegen het bewind van president Kaunda.
In 1987 werd de overeenkomst met het IMF tijdelijk verbroken. In 1990 werden de onderhandelingen met het IMF hervat.

### Onder Frederick Chiluba
In 1990 werd onder binnen- en buitenlandse druk het meerpartijenstelsel ingevoerd. Vakbondsleider Frederick Chiluba richtte in 1990 de oppositiebeweging Movement for Multiparty Democracy (MMD) op. In 1991 nam het parlement een nieuwe grondwet aan en president Kaunda kondigde voor 1992 verkiezingen aan. Bij deze verkiezingen werd Frederick Chiluba tot president gekozen. Kaunda trad af. President Chiluba voerde direct een grootscheepse privatisering door. Hierdoor verkreeg Zambia meer krediet. In juli 1992 schold de Club van Parijs de helft van Zambia's schulden kwijt. In 1993 pleegden aanhangers van ex-president Kaunda een mislukte staatsgreep.
De regering-Chiluba werd geteisterd door schandalen en was vrij autocratisch. In 1995 stelde ex-president Kenneth Kaunda zich kandidaat voor de aankomende presidentsverkiezingen. Om ervoor te zorgen dat Kaunda niet opnieuw president kon worden nam het parlement een wet aan dat een president slechts eenmaal herkozen kon worden. In 1996 werd Chiluba herkozen. De UNIP startte daarna een campagne van geweldloze burgerlijke ongehoorzaamheid. Desondanks kon Chiluba tot 2002 president blijven.

### 21e eeuw
Op 2 januari 2002 werd Levy Patrick Mwanawasa, jurist van beroep, president. Door de economische hervormingen die onder zijn bewind tot stand kwamen kreeg hij sympathie en steun van westerse donoren en zijn eigen volk. In 2006 werd hij voor een tweede termijn gekozen. Mwanawasa overleed op 19 augustus 2008 in een ziekenhuis in Parijs, waar hij begin juli naartoe was gevlogen nadat hij tijdens een top van de Afrikaanse Unie in Egypte een beroerte had gekregen. Op 2 november 2008 werd Rupiah Banda beëdigd als nieuwe president, nadat hij oppositieleider Michael Sata had verslagen. Deze uitslag wordt betwist door Sata, hij wijst op (mogelijke) stembusfraude. Banda wil de economische politiek van Mwanawasa voortzetten.
Op 23 september 2011 werd Michael Sata de vijfde president van Zambia. Na de verkiezingsstrijd verloren te hebben in 2001, 2006 en 2008 behaalde Sata van het Zambiaans Patriottisch Front in 2011 ruim 43% van de stemmen, waarmee hij zittend president Rupiah Banda ruim achter zich liet. Sata kenmerkte zijn ambtstermijn door zijn felle kritiek richting Chinese investeerders, die de Zambianen volgens Sata als slaven behandelden. Hij overleed op 28 oktober 2014 in een Londens ziekenhuis.
Na de dood van Sata werd vicepresident Guy Scott voor enkele maanden interim-president van Zambia. Hij was daarmee het eerste blanke staatshoofd in Afrika sinds het aftreden van Frederik Willem de Klerk van Zuid-Afrika in 1994. Edgar Lungu werd in januari 2015, via een tussentijdse verkiezing na het overlijden van Sata, als president aangesteld. In augustus 2016, na de wettige termijn van Sata, heeft de zittende president Lungu de presidentsverkiezingen gewonnen. Volgens de kiescommissie kreeg Lungu van het regerende Patriottisch Front 1.860.877 stemmen. Zijn voornaamste tegenstander Hichilema van de Verenigde Partij voor Nationale Ontwikkeling (UPND) kreeg 1.760.347 stemmen. De oppositie vermoedt dat er gefraudeerd is met de uitslag.
In 2021 won Hakainde Hichilema de presidentverkiezingen in Zambia.